# Hyposoter rubiginosus
Hyposoter rubiginosus är en stekelart som beskrevs av Joseph Augustine Cushman 1924. Hyposoter rubiginosus ingår i släktet Hyposoter och familjen brokparasitsteklar. Inga underarter finns listade i Catalogue of Life.